# Primera dama de Corea del Norte
La primera dama de la República Popular Democrática de Corea (en hangul, 조선민주주의인민공화국 영부인; romanización revisada, joseonminjujuuiinmingonghwagug yeongbu-in), comúnmente conocida como la primera dama de Corea del Norte, es la esposa del líder supremo de Corea del Norte.
Durante la administración de presidente Kim Il-sung, su segunda mujer, Kim Song-ae, asumió los deberes de primera dama. La posición quedó vacante bajo el mandato del Presidente Kim Jong-il, quién tuvo dos mujeres y tres parejas domésticas en tiempo diferente; aunque la posición fue establecida nuevamente durante la exitosa cumbre intercoreana de abril de 2018.
La primera dama actual es Ri Sol-ju, esposa del líder supremo Kim Jong-un, desde el 15 de abril de 2018. En abril de 2018, el título de Ri fue ascendida a "respetada primera dama", la primera vez desde 1974 el título usado en Corea del Norte, cuando fue usado sobre Kim Song-ae. Ri fue llamado anteriormente por los medios de comunicación "camarada"; la promoción se realizó antes de la cumbre intercoreana de abril de 2018, donde estuvieron presentes Ri Sol-ju y la primera dama de Corea del Sur, Kim Jung-sook.

## Lista de las Primeras damas de Corea del Norte
El siguiente es una lista de las primeras damas de Corea del Norte.
| N.º | Imagen | Primera dama (Nombre de soltera)             | Mandato                                        | Edad al iniciar el mandato | Líder supremo (Esposo, a menos que se indique) |
| --- | ------ | -------------------------------------------- | ---------------------------------------------- | -------------------------- | ---------------------------------------------- |
| 1   |        | Kim Song-ae 1924-2014 (89 años)              | 17 de diciembre de 1963 – 15 de agosto de 1974 | 38 años, 353 días          | Kim Il-sung (c. 1952)                          |
| -   |        | Vacante                                      | 15 de agosto de 1974 – 15 de abril de 2018     | 43 años, 243 días          | Kim Jong-il (c. 1966 y 1974)                   |
| 2   |        | Ri Sol-ju n. 26 de octubre de 1989 (35 años) | 15 de abril de 2018–presente                   | 28 años, 158 días          | Kim Jong-un (c. 2009)                          |